# Марковников, Владимир Владимирович
Влади́мир Влади́мирович Марко́вников (1867—1917) — председатель Казанской губернской земской управы в 1898—1904 гг., член IV Государственной думы от Казанской губернии.

## Биография
Из потомственных дворян Казанской губернии. Сын известного химика, заслуженного профессора Московского университета Владимира Васильевича Марковникова и жены его Любови Дмитриевны. Землевладелец Чистопольского уезда (600 десятин).
Окончил 1-ю Московскую гимназию (1887) и физико-математический факультет Московского университета по естественному отделению (1891).
По окончании Московского университета поселился в родовом имении матери при селе Дмитровском Чистопольского уезда, где вскоре был назначен земским начальником 3-го участка. Избирался гласным Чистопольского уездного и Казанского губернского земский собраний, а также почетным мировым судьей (с 1900 года). В 1898 году был избран председателем Казанской губернской земской управы, в каковой должности состоял до 1904 года. Основал казанскую земскую газету, содействовал введению агрономической организации, развитию мелкого кредита и народного образования.
С марта 1904 года служил губернским инспектором сельского хозяйства, а в 1909 году причислился к Главному управлению землеустройства и земледелия. Кроме того, состоял членом учетно-сберегательной кассы Казанского отделения Государственного банка (1904—1912). Был одним из авторов проекта постройки Заволжской железной дороги. Состоял выборщиком в Государственную думу 1-го и 2-го созывов.
В 1912 году был избран членом Государственной думы от Казанской губернии. Входил во фракцию октябристов, после ее раскола — в группу земцев-октябристов и Прогрессивный блок. Состоял секретарем комиссии о торговле и промышленности, а также членом комиссий: финансовой, о путях сообщения, по местному самоуправлению, по рыболовству, о праздновании 300-летия дома Романовых.
В годы Первой мировой войны состоял уполномоченным Главного управления землеустройства и земледелия по заготовке продовольствия для армии. Во время Февральской революции был в Государственной думе. В марте 1917 года почтовым поездом выехал в Казань, скоропостижно скончался в дороге, близ Арзамаса. Был женат, имел пятеро детей.